# AGE AGE LIVE
『AGE AGE LIVE』（アゲアゲライブ）は、2007年7月2日から2010年12月31日まで、東京都渋谷区にあるヨシモト∞ホールで毎週月曜日〜金曜日の16:00〜17:30に開催されていた吉本興業主催のお笑いライブのイベント。2007年7月2日から2008年3月31日までヨシモトファンダンゴTVのヨシモト∞内のプログラムとして生放送、2008年4月1日からY∞Y動画およびよしもと劇場で配信。Yahoo!バラエティにて無料生配信も行われていた。お笑いライブの無料動画配信としては先駆的な試みであり、地方への波及効果が高かった。

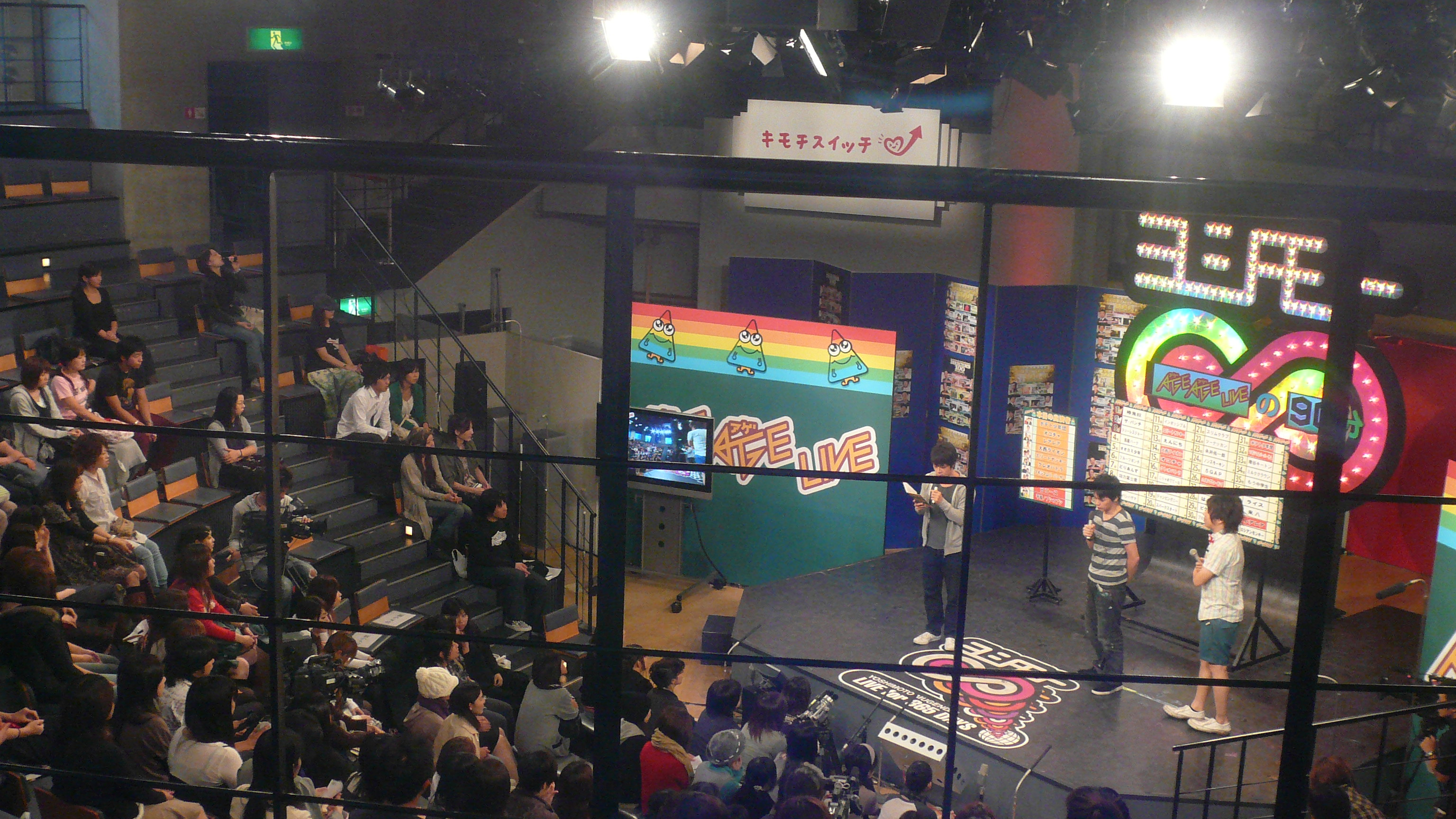
2007年

## 概要
2007年7月2日開始。いわゆるピラミッド型の階層構造の競争方式で運営されていた。
毎週月曜日〜金曜日、吉本興業の主に若手のお笑いコンビ・ピン芸人がネタを披露し、上位昇格を狙う。
- A age
- B age
- C age
- MAE age
- AGE AGE チャレンジ
- AGE AGE プロジェクト

の順の階層構造であったが、2009年12月1日よりA ageとB ageを「AGE AGE」、C ageとMAE ageを「MAE AGE」に統一され
- AGE AGE
- MAE AGE
- AGE AGE チャレンジ
- AGE AGE プロジェクト

にリニューアルされた。

## 第1期
2007年7月2日〜2009年11月30日

### 階層構造
- A age
  - 若手芸人ピラミッドの頂点に立つ10組。月4回の「AGE AGE LIVE」出演に加え、月末に行われるB age芸人との入れ替え戦「AGE SAGE LIVE」に出演する。
  - 2008年8月よりA ageにも投票があり、各月1位になるとその芸人には金一封が与えられる（投票は会場のみ）。
  - A ageとB ageでは神保町花月のギャラが違うらしい。
  - レギュラー化する前のシチサンライブでは、ライブのプロデュースを行うことが出来た。
  - 前は、優勝芸人プロデュースのA ageプレミアムライブが行われていた。
  - チーモンチョーチュウのみライブが開始して1度もAageから降格していない。
- B age
  - A age芸人を目指す30組。月末の「AGE SAGE LIVE」の出場権を獲得すべく、月4回の出演で上位3位を目指して戦う。下位の場合はC age降格もある。
  - 1日のB age出演者6組の中で、1位になると100ポイント、2位は90ポイント、3位は80ポイント…というように順位によってポイントが与えられ、4回とも1位の芸人は400ポイント、最下位の芸人は200ポイントとなる。
  - 一般投票（生配信視聴者の投票）は1ポイント、会場投票はその5倍の5ポイントであり、1人何組でもポイントを入れることができる。
  - 上位で同率等で3組に定まらなかった場合、合計票数で上位が決まる。
  - 以前は票数がそのまま反映されていたが、曜日により視聴者数が大幅に異なりそれがポイントに影響したので、今のポイントシステムとなった。
  - ロシアンモンキーのみライブが開始してから一度もB ageから降格していない。
- C age
  - 月3回ずつ出演する20組。1回のライブ出演3組中、1位になると、AGE AGEメダルを1個獲得できる。合計3個でB ageに昇格でき、その月にメダルを1個も獲得できなければMAE ageに降格する。
- MAE age
  - AGE AGE LIVE出場を目指し、1日6組（1か月合計30組）がしのぎを削るネタライブ。 MAE ageランキングの上位組が、C ageの降格組数に応じて入れ替え昇格となる。
- AGE AGE チャレンジ
  - 通称AGEチャレ。渋谷公園通りシアターDで行われるネタライブ。会場投票による上位10組が、MAE AGE LIVEへ昇格できる。
- AGE AGE プロジェクト
  - 通称AGEプロ。渋谷公園通りシアターDで行われるネタライブ。会場投票による上位8組が、AGE AGEチャレンジへ昇格できる。

### 規定
- A ageは約5分、B ageは4分以内、C ageは3分以内、にネタをしなければならない。
- B ageの場合、1秒オーバーすると10票ずつ減点されていくが、C ageの場合、強制終了となる。A ageは特に規定は無い。
- AGESAGEはネタ時間5分以内、5分過ぎると強制終了だが、投票には何も影響は無い。

### ライブの流れ
- その日のMCが、ライブの説明をし、B age・A age出演者の発表をする（ネタをする順）。その後、B age前半3組、B age後半3組、C age3組、A age2組の順にネタが行われる。
- 各ブロックごとに投票があり、投票タイムは2分。その間には各組少しずつMCとトークをする。
- A ageが終わり、集計している間、AGE AGE 10ミニッツというコーナーが行われる（時間がない場合は行われないこともある）。
- 結果発表はC age、B ageの順で、その後時間が余れば出演芸人が告知等をする。

### 出演芸人
MC

2008年4月～2008年9月

※隔週で担当
|       | 放送時間      | 月曜日         | 火曜日     | 水曜日                  | 木曜日   | 金曜日       |
| ----- | ------------- | -------------- | ---------- | ----------------------- | -------- | ------------ |
| 隔週A | 16:00 - 18:30 | ハリガネロック | レギュラー | ハローバイバイ 金成公信 | ルート33 | はりけ〜んず |
| 隔週B | 16:00 - 18:30 | パンクブーブー | じゃぴょん | 博多華丸・大吉          | 2丁拳銃  | アップダウン |

日替わりMC
2008年10月～
- POISON GIRL BAND
- ダイノジ
- FUJIWARA
- NON STYLE
- カリカ
- ニブンノゴ!
- ロバート
- あべこうじ
- 佐久間一行
- あべさく
- COWCOW
- 矢野・兵動
- ザ・パンチ
- トータルテンボス
- ハイキングウォーキング
- レイザーラモン
- インパルス
- 千鳥
- 野性爆弾
- キングコング
- バッファロー吾郎
- サバンナ
- ロザン
- シャンプーハット
- 南海キャンディーズ 山里亮太
- フットボールアワー 後藤輝基
- ブラックマヨネーズ 小杉竜一
- ライセンス 井本貴史
- 麒麟 田村裕
- 品川庄司 庄司智春
- ペナルティ ヒデ
- 千原兄弟 千原せいじ
- ジャリズム 山下しげのり
- 村上ショージとダイノジ 大地洋輔
- カリカ 林克治と森三中 黒沢かずこ 他

Aage芸人
- ジューシーズ
- 犬の心
- ピース
- パンサー
- カナリア
- LLR
- ミルククラウン
- ジャングルポケット
- エリートヤンキー
- チーモンチョーチュウ

Bage芸人
- ブロードキャスト
- マヂカルラブリー
- メルヘン倶楽部
- ポテト少年団
- グランジ
- ラフ・コントロール
- アームストロング
- もう中学生
- 御茶ノ水男子
- ライス
- イシバシハザマ
- サカイスト
- ゆったり感
- ピクニック
- 囲碁将棋
- オバアチャン
- どりあんず
- ありがとう
- 平成ノブシコブシ
- Bコース
- マキシマムパーパーサム
- シューレスジョー
- 井下好井
- クレオパトラ
- 若月
- 2700
- ロシアンモンキー
- すずらん
- 天狗
- 爆笑コメディアンズ

Cage芸人
- バウンサー
- ライパッチ
- ものいい
- レアレア
- 少年少女
- 大蛇が村にやってきた
- あわよくば
- ロビンケビン
- 畑中しんじろう
- 猫デココ
- ボーイフレンド
- 烏龍パーク
- 5GAP
- ウンチャカ
- ノンスモーキン
- エハラマサヒロ
- トンファー
- かたつむり
- チョコレートプラネット
- 初恋タロー

AGE×∞コラボ企画!∞レギュラー陣がネタやっちゃいまーす
- 2008年8月11日から8月28日まで、ヨシモト∞の出演者がネタを披露した企画。
- 8月11日:オリエンタルラジオ
- 8月12日:佐久間一行
- 8月13日:麒麟
- 8月14日:ダイノジ
- 8月15日:トータルテンボス
- 8月18日:オリエンタルラジオ（当初の予定はロバートだったが山本が他の都合の為変更になった）
- 8月19日:あべこうじ
- 8月20日:カリカ
- 8月21日:COWCOW
- 8月22日:フットボールアワー
- 8月25日:ブラックマヨネーズ
- 8月26日:ニブンノゴ!
- 8月27日:POISON GIRL BAND
- 8月28日:NON STYLE
  - この企画に出演しなかった芸人は、ロバート、ライセンス、ほっしゃん。、FUJIWARAである。

### MAE AGE LIVE
- 2008年4月1日よりスタート。16:00～16:30に行われ、毎日6組がネタを披露する。
- AGE SAGE LIVE、AGE AGE SP LIVEの日は、MAE AGE SP LIVEとしてライブをする。

#### 出演芸人
- MC
  - 日替わりでAage芸人が担当。

MAEage芸人
- げんき〜ず
- 桃組
- ひがしく
- ワンドロップ
- あげは
- ツーナッカン
- シソンヌ
- 吉富Aボタン
- 大西ライオン
- モンキーターン

- ゴールデンボーイズ
- まさむね
- パルパティーン
- ジェラードン
- えんにち
- アンダーエイジ
- 椿鬼奴
- こりゃめでてーな
- スリムクラブ
- 桃男

- セブンbyセブン
- ブレーメン
- デスペラード
- オープンスペース
- キューティーブロンズ
- くまだまさし
- ニンゲン
- インポッシブル
- コンマニセンチ
- タモンズ

### AGE AGE 10ミニッツ
- 投票集計中の間に10分間行われるゲームコーナー。１１１１１１１１１
  - お試し20秒チャレンジ
  - 最後の人がボケましょう
  - 悪自慢コンテスト
  - ボクが好きだからやって！
  - 最後の最後のオーディション
  - 初めてのネタ発表会
  - 立っている人を笑わせよう！！
  - 言いそうなこと選手権
  - チーム対抗！カラオケバトル
  - プレッシャー　TWO　STAGE
  - 罰ゲームを引きましょう
  - 押せば間に合う！狙え☆流行語大賞

などがある。

### AGE AGE 10ミニッツ SP
2008年8月9日（20:00 - 21:00）

出演:アップダウン ピース・綾部、ガリットチュウ、犬の心、ブロードキャスト、LLR、マキシマムパーパーサム、ロシアンモンキー、コンマニセンチ、ノンスモーキン、もっこすファイヤー、大西ライオン

### AGE SAGE LIVE
- 月末に行われるA age芸人10組とB age芸人上位3組の入れ替え戦。
- 上位10組がA age残留、下位3組がB ageに降格。
- 1位の芸人は、歴代AGE SAGE優勝芸人のワッペンが付いた赤ブレザーが授与される(次のAGE SAGE LIVEにて返還)。
- その赤ブレザーは2着しか無いため、ポテト少年団やグランジなどのトリオが優勝した場合1人が着られない状態となる。

### 歴代の優勝者
- 2007年7月　ピース
- 2007年8月　ピース
- 2007年9月　チーモンチョーチュウ
- 2007年10月 平成ノブシコブシ
- 2007年11月 カナリア
- 2007年12月 ハイキングウォーキング
- 2008年1月　カナリア
- 2008年2月　カナリア
- 2008年3月　犬の心
- 2008年4月　ラフ・コントロール
- 2008年5月　チーモンチョーチュウ
- 2008年6月　アームストロング
- 2008年7月　チーモンチョーチュウ
- 2008年8月　犬の心
- 2008年9月　ピース
- 2008年10月 エリートヤンキー
- 2008年11月 ポテト少年団
- 2008年12月 アームストロング
- 2009年1月　エリートヤンキー
- 2009年2月　LLR
- 2009年3月　アームストロング
- 2009年4月　カナリア
- 2009年5月　パンサー
- 2009年6月　グランジ
- 2009年7月　ジューシーズ
- 2009年8月　カナリア
- 2009年9月　アームストロング
- 2009年10月　パンサー
- 2009年11月　チーモンチョーチュウ

## 第2期
2009年12月1日〜2010年12月31日
A ageとB ageを「AGE AGE」、C ageとMAE ageを「MAE AGE」に統一（Cageのメダル制はなくなる）。AGEチャレの内容が少し変わる。AGEAGELIVEは11月末のAGESAGELIVEでAage、Bageにいる芸人40組が出演者となり、1時間のネタバトルを行う。ネタバトル後は30分のコーナーが行われる。
11月末にCage、MAEageにいた芸人はMAEAGELIVE出演者となり、AGEAGELIVE出演者下位10組とMAEAGELIVE上位10組が3ヵ月に一度のAGESAGELIVEに出演、上位10組がAGEAGELIVE出演者となる。AGEチャレとMAEAGELIVEの入れ替えは25組となる。
さらに2010年6月より、AGE AGE LIVE出演者数が40組から80組に増加。1日の出演組数も8組から12組に増加。それぞれ1か
月に与えられるチャンスは3回。
3か月間のバトルが1か月間に短縮され、1か月の結果で、その月の上位10組が賞金マッチへの出場権が得られる。賞金マッチで優勝すると5万円。2位には3万円、3位には1万円が与えられる。さらに1位には、夏以降に各地で行われる予定の「出張AGE AGE LIVE」への出演も決まる。
AGE AGE芸人の下位10組とMAEAGE芸人の上位10組によるAGESAGELIVEがなくなり、AGE AGEランキング下位20組の芸人はMAEAGEランキング上位20組と無条件で入れ替え。

### AGEAGE LIVE
ピラミッドの最上位層。全80組。日替わりで12組の芸人が月4回出演し、お客さんと視聴者の投票に応じて1位120P、2位110P…12位10Pを獲得していく。これを1か月行い、通算のポイント上位10組が賞金マッチに出場できる。逆に下位20組になってしまうとMAEAGELIVE上位20組と入れ替わってしまう。

#### メンバー
- ブロードキャスト
- エリートヤンキー
- サカイスト
- LLR
- カナリア
- 囲碁将棋
- ラフ・コントロール
- チーモンチョーチュウ
- 犬の心
- アームストロング
- 天狗
- ジャングルポケット
- 井下好井
- イシバシハザマ
- ミルククラウン
- かたつむり・林
- ピクニック
- ポテト少年団
- マヂカルラブリー
- ブレーメン
- パンサー
- ゆったり感
- 若月
- バウンサー
- トンファー

- チョコレートプラネット
- グランジ
- クレオパトラ
- Bコース
- 初恋タロー
- すずらん
- 少年少女
- ライス
- 爆笑コメディアンズ
- ロシアンモンキー
- マキシマムパーパーサム
- 桃組
- 御茶ノ水男子
- ギンナナ
- ボーイフレンド
- 畑中しんじろう
- オバアチャン
- ノンスモーキン
- ダイタク
- 九次元
- マテンロウ
- シューレスジョー
- 三戸キャップ
- ヒダリウマ
- 2700

- ジェラードン
- げんき〜ず
- ツーナッカン
- トレンディエンジェル
- メルヘン倶楽部
- ジューシーズ
- こりゃめでてーな
- あわよくば
- 田畑藤本
- ものいい
- 少年感覚
- ソラシド
- シソンヌ
- 烏龍パーク
- パルパティーン
- ざしきわらし
- オオカミ少年
- R藤本
- スパイク
- もう中学生
- ガリバートンネル
- タイヨウチャンネル
- オースプリング
- 楽しんご
- あいすけ

- トッカグン
- ワンドロップ
- コンマニセンチ
- ゆう太だい介
- ファンクドック

#### ライブの流れ
- その日のMCが、ライブの説明をし、出演者を呼び込んで、その場でネタ順の抽選を行い、前半4組、中間4組、後半4組の順にネタをする。
- 各ブロックごとに投票があり、投票タイムは2分。その間には各組少しずつMCとトークをする。
- 後半のトークが終わった後、結果発表をして、最後はAGEAGEブチAGEコーナーというコーナーをする。

#### 月間チャンピオン
3か月の通算のポイントが1位になると、1人につき10万円（ピンだと10万円、コンビだと20万円、トリオだと30万円）の賞金が出る。
2010年6月から、1か月の通算ポイント上位10組による賞金マッチ（マンスリーチャンピオンシップ）開催され、そこで優勝した芸人が5万円の賞金を得られることに変更。2位には3万円、3位には1万円が与えられる。
- 2009年12月～2010年2月 ブロードキャスト
- 2010年3月～5月 ブロードキャスト
- 2010年6月 エリートヤンキー（2位:ピース、3位:ライス）
- 2010年7月 ジューシーズ（2位:ブロードキャスト、3位:ライス）
- 2010年8月 エリートヤンキー（2位:カナリア、3位:ブレーメン）
- 2010年9月 少年感覚（2位:ブレーメン、3位:エリートヤンキー）
- 2010年10月 アームストロング（2位:エリートヤンキー、3位:サカイスト）
- 2010年11月 ブロードキャスト（2位:サカイスト、3位:エリートヤンキー）
- 2010年12月 エリートヤンキー（2位:サカイスト、3位:ブロードキャスト）

エリートヤンキー、ブロードキャストのみ6月からのリニューアルから12月までの賞金マッチに毎月出ていた。

### MAEAGELIVE
ピラミッドでは2番目に位置するメンバー（2軍メンバー）。全50組。日替わりで5組の芸人が月2回出演し、1位100P、2位90P…5位60Pとポイントを獲得していく。これを1か月行い、通算のポイントが上位20組の芸人はAGEAGELIVE下位20組と入れ替わる。逆に下位25組はAGEAGEチャレンジに降格。
2010年6月から、全40組になり、日替りで6組、1位100P、2位90P…6位50Pに変更。通算のポイントが上位20組はAGEAGEに昇格、下位10組はAGEチャレに降格。

#### メンバー
- 猫デココ
- ゴールデンボーイズ
- タモンズ
- えんにち
- ネルソンズ
- オリオンリーグ
- トリプルエンジョイ
- デスペラード
- ミルキーウェイ
- バース
- KBBY
- ぺんぎんナッツ
- Vステーション
- TEAM BANANA
- チューンブライト
- ジンギスキャン
- ラウンド3
- とりあえず
- まさむね

- オープンスペース
- ハッピーボーイズ
- インポッシブル
- 黒蟻
- ふくろとじ
- ニューヨーク
- ダックス。
- どりあんず
- カゲヤマ
- グリーンランド
- うるとらブギーズ
- BAN BAN BAN
- ダイス
- 永井佑一郎
- ストロベビー
- ボルサリーノ
- レアレア
- もっこすファイヤー
- 南国姉妹
- 5GAP

### AGESAGELIVE
AGEAGELIVEの下位10組とMAEAGELIVEの上位10組による入れ替え戦。上位10組はAGEAGELIVEに出演できる。2010年6月から廃止。
- 2010年3月1日　2700・トンファーがMAEAGEに降格、ゆったり感・御茶ノ水男子がAGEAGEに昇格。

### AGEAGEチャレンジ
通称AGEチャレ。全60組。渋谷公園通りシアターDで行われるネタライブ。1か月目は上位8組が昇格候補、2か月目も上位8組が昇格候補（ただし、1か月目の昇格候補を除く）、3か月目は上位9組が昇格候補（ただし、1か月目と2か月目の昇格候補を除く）の方法でMAEAGELIVEの昇格者25組を決める。逆に下位8組はAGEAGEプロジェクトに降格。（※昇格候補になっても降格。その場合は、その月の昇格候補が追加される。）
2010年6月から、上位10組にMAEAGEに昇格、下位8組にAGEプロに降格。

### AGEAGEプロジェクト
通称AGEプロ。渋谷公園通りシアターDで行われるネタライブ。会場投票による上位8組が、AGE AGEチャレンジへ昇格できる。

## 卒業したコンビ・芸人
- 仕事が増える、解散した等の理由で出演が難しくなったコンビ・芸人
  - ハイキングウォーキング
  - エド・はるみ
  - エハラマサヒロ
  - ピース
  - ザ・パンチ
  - 功力富士彦
  - ジパング上陸作戦
  - 増谷キートン
  - 井上マー
  - リトルドンファン
  - 椿鬼奴
  - くまだまさし
  - 平成ノブシコブシ
- 公式ブログ内に「休み」と表記されていたコンビ・芸人
  - しずる
  - はんにゃ
  - フルーツポンチ